# Васин, Матвей Алексеевич
Матвей Алексеевич Васин (род. 27 июля 2003, Москва, Россия) — российский хоккеист, нападающий. Игрок системы клуба ЦСКА. Мастер спорта России (2023).

## Карьера
Матвей Васин начал заниматься хоккеем в Москве. Прошёл школы зеленоградской «Орбиты» и ЦСКА. В сезоне 2020/2021 начал свои выступления на профессиональном уровне в составе молодёжной команды армейцев «Красная армия».
В сентябре 2022 года Васина стали привлекать к играм в составе фарм-клуба «Звезда» на уровне ВХЛ, где в своей третьей игре он оформил хет-трик в ворота клуба «Ростов», а 28 ноября в домашней игре ЦСКА против «Витязя» состоялся дебют Васина на уровне КХЛ. В этой игре Васин забросил свою первую шайбу в КХЛ.